# Cerro El Cedro (Mérida)
El Cerro El Cedro (8°25′06″N 70°55′49″O / 8.4184, -70.9303) es un pico de montaña ubicado al sur del Pico Humboldt en el extremo sur del Estado Mérida. A una altitud de 3.231 m s. n. m. el Cerro El Cedro es uno de los picos más altos en Mérida. 

## Ubicación
El Cerro El Cedro está ubicada en el extremo sur del parque nacional Sierra Nevada del Estado Mérida. Colinda hacia el oeste con la Loma de Los Chorros. A poca distancia hacia el norte se encuentran los monumentales pico Humboldt y pico Bolívar.